# Hizb ut-Tahrir

Bandera del gihad amb la xahada o professió de fe islàmica, declaració de fe en un únic Déu i en el caràcter profètic de Mahoma.

Hizb ut-Tahrir (àrab: حِزْبُ التَحْرِير, Ḥizb at-Taḥrīr, ‘Partit de l'Alliberament’) és un partit panislamista i fonamentalista internacional d'àmbit sunnita, creat amb l'objectiu d'establir un califat mundial reunint tots els països del món islàmic sota la xaria (la llei islàmica) i dirigits per un califa escollit pels musulmans. Va ser fundat a Jerusalem el 1953 per Taqi-ad-Din an-Nabhani, erudit, pensador polític i jutge (cadi) d'Ijzim (Palestina). Actualment el líder n'és Ata Abu Rashta i s'estima que compta amb un milió de membres en més de 40 països. Actiu sobretot als països occidentals, en especial al Regne Unit, també té un cert pes en diversos països àrabs i de l'Àsia central, malgrat la repressió dels règims al poder, com per exemple a l'Uzbekistan.
El partit promou "un programa elaborat i detallat per a la institució d'un Estat islàmic" que "estableixi les lleis de la xaria i dugui la dawa (crida pacífica a la conversió a l'islam) arreu del món". Creu que aquesta "solució global" oferirà "un lideratge sincer que tindrà cura dels seus ciutadans tot protegint-los de les polítiques colonials angloamericanes" i posarà fi a "les intervencions dels Estats Units, les guerres pel control de les fonts energètiques, als governs titelles musulmans i als valors occidentals impostats per la força de les armes".
Aquest moviment pretén adoptar la metodologia que, segons ells, va emprar el mateix Mahoma quan va establir el primer estat islàmic a Medina: aquest hauria limitat la seva lluita a mobilitzar l'opinió pública a favor de l'islam, tot intentant influenciar l'elit política i intel·lectual del seu temps, sense recórrer a la violència. El partit és per tant proactiu en la difusió del pensament islàmic entre intel·lectuals i polítics sobretot en les societats musulmanes per desafiar l'statu quo existent; difon les seves idees mitjançant la discussió amb les masses, cercles d'estudis, conferències, seminaris, la distribució de fullets, publicant llibres i revistes i via internet. També expressa el seu punt de vista sobre els esdeveniments polítics i els analitza des d'una perspectiva islàmica.
Malgrat això, n'hi ha que pensen que l'objectiu últim del moviment és crear un estat d'esperit propici a la utilització ulterior de la violència. Certs grups propers a Al-Qaida, però, el titllen de moviment "dèbil i moderat".
Hizb ut-Tahrir és totalment antisionista i fa una crida pel desmantellament de l'"entitat il·legal" d'Israel, els responsables de la qual, segons el partit, mai no han ocultat el seu odi envers els musulmans i han apel·lat a llur destrucció des de la seva creació. Hizb ut-Tahrir creu que un califat proporcionarà l'estabilitat i la seguretat a totes les persones de la regió, tant musulmans com no musulmans.
A Occident, Hizb ut-Tahrir treballa per conrear una comunitat musulmana que visqui per l'islam en pensament i en obra, adherint-se a les seves regles i preservant una identitat forta. El partit no treballa a Occident per canviar el sistema de govern i treballa dins de les fronteres del sistema.
El partit vol projectar una imatge positiva de l'islam a la societat occidental i dialoga amb els seus intel·lectuals, els seus responsables de polítics i els seus professors. Segons aquest partit, els governs occidentals, sota la bandera de la "guerra contra el terrorisme", presenten actualment l'islam com una "ideologia diabòlica" amb l'objectiu de difamar-la en tant que alternativa al capitalisme liberal occidental. Per això, Hizb ut-Tahrir treballa per desenvolupar la visió de l'islam als països occidentals com una creença, una ideologia i una alternativa per al món musulmà.